# Мілоцин (Поморське воєводство)
Мілоцин (пол. Miłocin) — село в Польщі, у гміні Цедри-Великі Ґданського повіту Поморського воєводства.
Населення — 276 осіб (2011).

## Демографія
Демографічна структура станом на 31 березня 2011 року:
|          | Загалом | Допрацездатний вік | Працездатний вік | Постпрацездатний вік |
| -------- | ------- | ------------------ | ---------------- | -------------------- |
| Чоловіки | 130     | 32                 | 92               | 6                    |
| Жінки    | 146     | 48                 | 74               | 24                   |
| Разом    | 276     | 80                 | 166              | 30                   |